# Edgewood (Illinois)
Edgewood è un villaggio degli Stati Uniti d'America, situato nello Stato dell'Illinois, nella contea di Effingham.